# Stockholm Open 2016 - Qualificazioni singolare
Le qualificazioni del singolare dello Stockholm Open 2016 sono state un torneo di tennis preliminare per accedere alla fase finale della manifestazione. I vincitori dell'ultimo turno sono entrati di diritto nel tabellone principale. In caso di ritiro di uno o più giocatori aventi diritto a questi sono subentrati i lucky loser, ossia i giocatori che hanno perso nell'ultimo turno ma che avevano una classifica più alta rispetto agli altri partecipanti che avevano comunque perso nel turno finale.

## Teste di serie
1. Sam Querrey (primo turno)
2. Adam Pavlásek (qualificato)
3. Ryan Harrison (qualificato)
4. Tobias Kamke (qualificato)

1. Daniel Brands (ultimo turno)
2. Márton Fucsovics (ultimo turno)
3. Marco Cecchinato (primo turno)
4. Tristan Lamasine (primo turno)

## Qualificati
1. Jürgen Zopp
2. Adam Pavlásek

1. Ryan Harrison
2. Tobias Kamke

## Tabellone

### Legenda
| - Q = Qualificato - WC = Wild card - LL = Lucky loser | - ALT = Alternate - SE = Special Exempt - PR = Protected Ranking | - w/o = Walkover - r = Ritirato - d = Squalificato |

### Sezione 1
|  | Primo turno | Primo turno      | Primo turno      | Primo turno | Primo turno |  |  | Ultimo turno | Ultimo turno     | Ultimo turno     | Ultimo turno | Ultimo turno |  |
|  |             |                  |                  |             |             |  |  |              |                  |                  |              |              |  |
|  | 1           | Sam Querrey      | Sam Querrey      | 3           | 3           |  |  |              |                  |                  |              |              |  |
|  |             | Jürgen Zopp      | Jürgen Zopp      | 6           | 6           |  |  |              | Jürgen Zopp      | Jürgen Zopp      | 7            | 6            |  |
|  | WC          | Patrik Rosenholm | Patrik Rosenholm | 6           | 6           |  |  | WC           | Patrik Rosenholm | Patrik Rosenholm | 5            | 4            |  |
|  | 8           | Tristan Lamasine | Tristan Lamasine | 4           | 3           |  |  |              |                  |                  |              |              |  |

### Sezione 2
|  | Primo turno | Primo turno      | Primo turno      | Primo turno | Primo turno |  |  | Ultimo turno | Ultimo turno     | Ultimo turno     | Ultimo turno | Ultimo turno |  |
|  |             |                  |                  |             |             |  |  |              |                  |                  |              |              |  |
|  | 2           | Adam Pavlásek    | Adam Pavlásek    | 6           | 6           |  |  |              |                  |                  |              |              |  |
|  | WC          | Carl Söderlund   | Carl Söderlund   | 3           | 2           |  |  | 2            | Adam Pavlásek    | Adam Pavlásek    | 6            | 6            |  |
|  |             | Amir Weintraub   | Amir Weintraub   | 3           | 1           |  |  | 6            | Márton Fucsovics | Márton Fucsovics | 4            | 3            |  |
|  | 6           | Márton Fucsovics | Márton Fucsovics | 6           | 6           |  |  |              |                  |                  |              |              |  |

### Sezione 3
|  | Primo turno | Primo turno        | Primo turno        | Primo turno | Primo turno |  |  | Ultimo turno | Ultimo turno       | Ultimo turno       | Ultimo turno | Ultimo turno |  |
|  |             |                    |                    |             |             |  |  |              |                    |                    |              |              |  |
|  | 3           | Ryan Harrison      | Ryan Harrison      | 6           | 6           |  |  |              |                    |                    |              |              |  |
|  |             | Ivan Nedelko       | Ivan Nedelko       | 4           | 3           |  |  | 3            | Ryan Harrison      | Ryan Harrison      | 7            | 6            |  |
|  | PR          | Matthias Bachinger | Matthias Bachinger | 7           | 6           |  |  | PR           | Matthias Bachinger | Matthias Bachinger | 64           | 2            |  |
|  | 7           | Marco Cecchinato   | Marco Cecchinato   | 6(1)        | 2           |  |  |              |                    |                    |              |              |  |

### Sezione 4
|  | Primo turno | Primo turno    | Primo turno    | Primo turno | Primo turno |  |  | Ultimo turno | Ultimo turno  | Ultimo turno  | Ultimo turno | Ultimo turno |  |
|  |             |                |                |             |             |  |  |              |               |               |              |              |  |
|  | 4           | Tobias Kamke   | Tobias Kamke   | 6           | 6           |  |  |              |               |               |              |              |  |
|  |             | Dragoș Dima    | Dragoș Dima    | 3           | 2           |  |  | 4            | Tobias Kamke  | Tobias Kamke  | 6            | 6            |  |
|  |             | Michal Konečný | Michal Konečný | 3           | 3           |  |  | 5            | Daniel Brands | Daniel Brands | 3            | 2            |  |
|  | 5           | Daniel Brands  | Daniel Brands  | 6           | 6           |  |  |              |               |               |              |              |  |